# Rigas tekniske universitet
56°56′50″N 24°06′17″Ø / 56.9472°N 24.1047°Ø
Rigas tekniske universitet (lettisk: Rīgas Tehniskā universitāte, forkortet RTU) ligger i Riga, Letland og blev stiftet i 1862, som Rigas Polyteksniske institut, mens Letland var en del af det russiske tsardømme. Wilhelm Ostwald, nobelprisvinder i kemi, var ved fakultetet ved skolen i 1881-1887.
Det polytekniske institut blev i 1919 nedlagt, mens aktiviteterne blev videreført som Letlands universitet. I 1958 blev det polyteksniske institut genskabt ved af udskille ingeniørdelene fra universitetet. Instituttet blev i 1990 omdøbt til dets nuværende navn.

## Fodnoter
1. ↑  "The traditions of science in Latvia". Arkiveret fra originalen 21. august 2008. Hentet 31. juli 2008.

## Eksterne links
- Officielle hjemmeside (engelsk) (lettisk)

| Skole | Spire Denne artikel om en skole, en uddannelsesinstitution eller uddannelse er en spire som bør udbygges. Du er velkommen til at hjælpe Wikipedia ved at udvide den. |